# Form Design Center

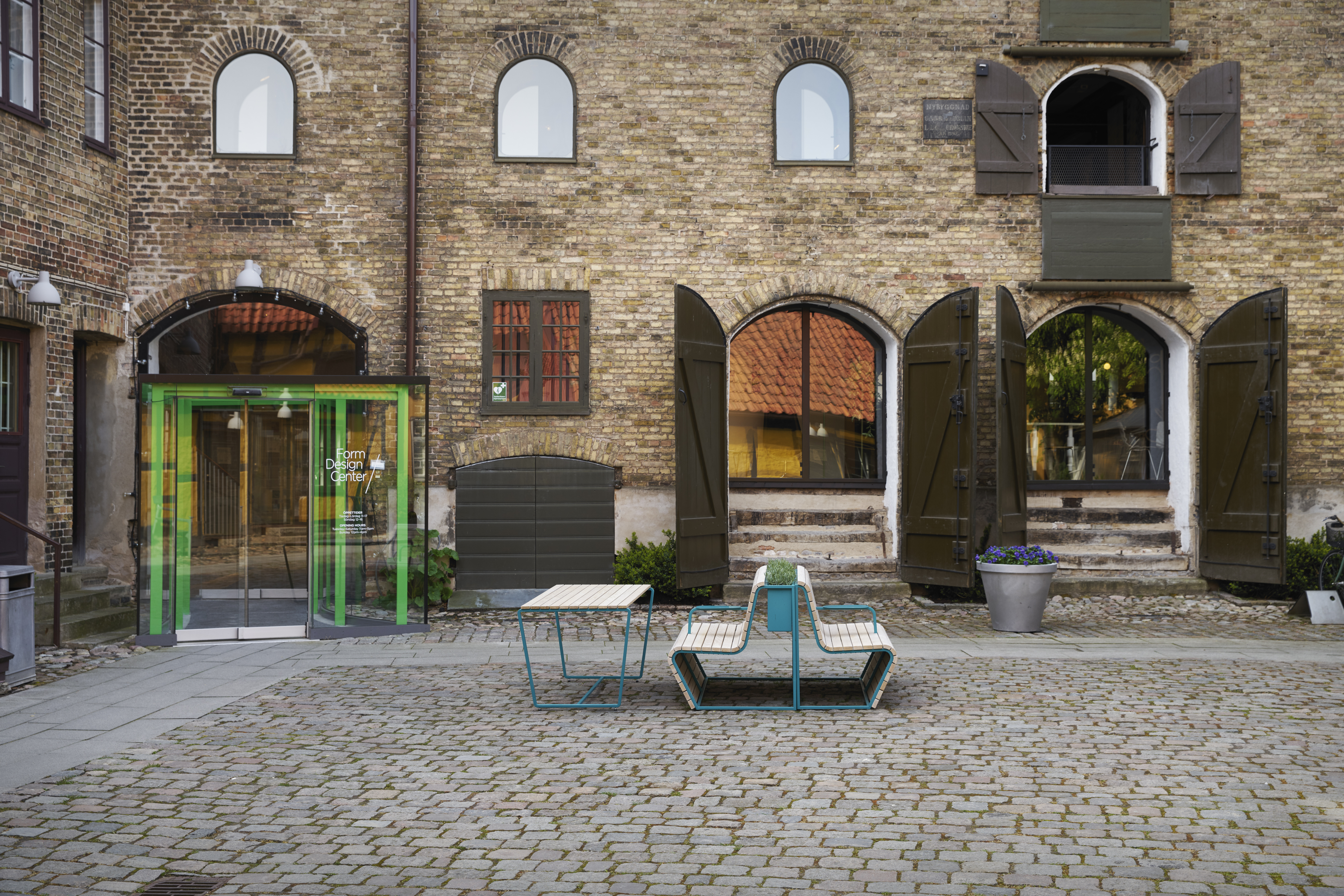
Form Design Center, 2017.

Form Design Center utsattes 7 november 1986 för ett nattligt inbrott, då Kristian Nilssons utställning, värderad till 327 000 kronor, stals.

Form Design Center (Form/Design Center) är en plats för kunskap och inspiration inom form, arkitektur och design. Där förekommer utställningar, workshops, samtal och föreläsningar, samt finns en butik och ett kafé. Form/Design Center är också en plattform för branschen och deltar i olika utvecklingsprojekt.
Form Design Center drivs av Svensk Form Syd som är en ideell förening, och en del av föreningen Svensk Form. Centret drivs med stöd av Malmö stad, Region Skåne och Statens kulturråd. Form Design Centers mål är att vara en aktiv del av en nationell politik inom form, arkitektur och design, samt att verka för en god livsmiljö och göra nytta för den enskilda individen och för en hållbar samhällsutveckling. Man vill också vara en plats för kunskap, en plats som ska skapa starka upplevelser och locka till kreativitet samt förmedla kunskaper och främja kritisk dialog.
Form Design Center invigdes av Gustav VI Adolf i juni 1964 på Stadiongatan i Malmö. En av initiativtagarna var Annika Heijkenskjöld, som var chef för Form 1964–1989. 1974 flyttade Form till Hedmanska gården vid Lilla Torg. Genom åren har mer än 1 200 utställningar producerats och visats.